# Nantucket Sound
Nantucket Sound es un entrante triangular del océano Atlántico en la costa Este de los Estados Unidos, en el estado de  Massachusetts.  Tiene unos 48 km de largo y 40 km de ancho y está limitado por la península de Cabo Cod, en el norte; por la isla de Nantucket, en el sur; y por la isla de Martha's Vineyard, en el oeste. Entre la península de Cabo Cod y la isla de Martha's Vineyard conecta con el Vineyard Sound.  Los principales puertos en el Nantucket Sound son Nantucket  (10.531 hab. en 2007) y Hyannis (20.097 hab. en 2000).
El Nantucket Sound está situado en la confluencia de la fría corriente del Labrador y de la cálida corriente del Golfo. Esto crea un hábitat costero único que representa el rango más meridional de las especies del norte del Atlántico y el rango norte de las especies del Atlántico Medio. Nantucket Sound tiene mucha  diversidad biológica y contiene hábitats que van desde el mar abierto a las marismas, así como playas de aguas tibias en Cabo Cod y en las Islas costeras.
En el Nantucket Sound hay significativos hábitat marinos de importantes especies para la diversidad ecológica y económica. The Sound tiene especial importancia para varias especies de vida silvestre protegidas a nivel federal y también de una gran variedad de pesquerías de alto valor comercial y recreativo.